# 內洛爾
內洛爾（Nellore）是印度的城市，由安得拉邦負責管轄，位於該國東南部本內爾河南岸，距離首府海得拉巴453公里，海拔高度18米，2011年人口505,258。

## 外部連結
- Sri Potti Sri Ramulu Nellore